# Santo Domingo (Ocosingo)
Santo Domingo es una localidad del estado mexicano de Chiapas. Es parte del municipio de Ocosingo.

## Toponimia
El nombre «Santo Domingo» hace referencia al santo patrono de la localidad: Domingo de Guzmán.

## Demografía
| Gráfica de evolución demográfica |
|                                  |

| Censo | Población |
| ----- | --------- |
| 1980  | 15        |
| 1990  | 863       |
| 2000  | 1 207     |
| 2010  | 1 584     |
| 2020  | 1 280     |